# Рассказов, Роман Владимирович
Рома́н Влади́мирович Расска́зов (28 апреля 1979, Ковылкино) — российский легкоатлет, чемпион мира в ходьбе на 20 километров. Мастер спорта международного класса. Выступал за ЦСКА.

## Карьера
В 1998 году в Анси стал победителем чемпионата мира среди юниоров в ходьбе на 10 000 метров.
На Олимпиаде в Сиднее Роман занял 6-е место.
В 2001 выиграл чемпионат мира на дистанции 20 километров. Весь пьедестал заняла сборная России — на втором месте был Илья Марков, на третьем Виктор Бураев. На следующем первенстве Рассказов стал третьим, уступив Джефферсону Пересу и Франсиско Фернандесу.
Также в 2001 году занял третье место на Играх доброй воли в ходьбе на 20 000 метров.

## Личная жизнь
Окончил Мордовский педагогический институт. В настоящее время живёт в Саранске.